# 顾觊之
顧覬之（392年—467年），字偉仁，吳郡吳縣人。南朝宋官員，官至湘州刺史。在當時以儉素著稱。

## 生平
顧覬之初為吳郡主簿，後衞將軍謝晦出任荊州刺史、領護南蠻校尉時任用覬之為南蠻功曹，後轉為衞軍參軍。當時謝晦喜歡他的樸素，相當親待。後來覬之改任揚州刺史王弘的主簿，轉衞軍參軍，歷任鹽官令、衡陽王劉義季的右軍主簿、尚書都官郎以及護軍司馬。其時的護軍將軍為殷景仁，而當時宋文帝親任的殷景仁與當政的大將軍、彭城王劉義康之心腹劉湛之間矛盾已經很明顯，覬之不想和景仁繼續共事，遂以腳疾為由辭官。覬之在家之時常常夜間在牀上不斷移動雙腳，家人都不明白。元嘉十七年（440年），宋文帝翦除劉義康的黨眾，不少依附劉湛的官員都受禍。
顧覬之後出任東遷令，後轉山陰令。山陰縣其時有三萬戶人之多，屬於多事務的縣邑，以前出任山陰令的人即使不休息也做不完公務，但覬之以簡約方式處理繁務，令得縣內無事，日間也沒甚麼人前來問事，終宋一代的山陰令中就只有他和江秉之能夠這樣。後又回到揚州州府中任治中從事史，又先後當廣陵王劉誕及廬陵王劉紹的北中郎和左軍司馬，後轉揚州別駕從事史。轉任尚書吏部郎後，文帝曾經和眾官談論江左人物，就談到東晉時為晉元帝平亂和協助建立東晉，並和顧覬之同族的安東司馬顧榮。一同在坐的袁淑卻對顧覬之說：「你們南方人怯懦，又怎可能做逆賊呀。」覬之則板起臉答：「你這樣是以前人的忠義去取笑別人。」袁淑聞言面有愧色。
元嘉三十年（453年），太子劉劭弒父登位，改任眾官，但顧覬之卻不接受其任命。不久宋孝武帝領導的討伐軍消滅劉劭，以覬之為御史中丞。孝建元年（454年），顧覬之外調為義陽王劉昶的東中郎長史、寧朔將軍、行會稽郡事。不久又徵入朝為右衞軍，領本邑中正。孝建二年（455年）五月改任湘州刺史，在當地也有治績。大明元年（457年）又徵入朝守度支尚書，領本州中正。翌年改任吏部尚書，加左軍將軍。後回吳郡任太守。孝武帝去世後，掌政的倖臣戴法興以其為光祿大夫，加金章紫綬。
泰始元年（465年），宋明帝在宋前廢帝被殺後新近登位，然而全國大部分地方都反對明帝，支持尋陽的晉安王劉子勛，而其中行會稽郡事孔覬亦曾以會稽太守、尋陽王劉子房名義授顧覬之官位，但覬之以年老為由拒絕。明帝在泰始二年（466年）討平會稽後，以覬之為左將軍、吳郡太守，加散騎常侍。同年十月復為湘州刺史。
泰始三年（467年），顧覬之去世，享年七十六歲，追贈鎮軍將軍，諡簡子。

## 性格特徵
- 顧覬之為人節儉，衣服器物都選簡陋的，在宋一代與孔覬齊名[4]。不過，顧覬之第三子顧綽卻有不少私財，吳郡有不少人都欠了他的債，顧覬之沒辦法之下，就在一次出任吳郡太守時騙他説：「我常常不准你借貸謀利，但我想清楚貧薄也是不好的。民間和你交往有甚麼糾纏不盡的，趁我在吳郡都和替你處理好，否則日後還怎能做到。那些借據都在哪呀？」顧綽聞言大喜，立即就拿了一大箱借據送過去，但覬之卻將之燒掉，並向外宣布之前向顧綽借了錢的都不用還了。顧綽被騙後後悔了幾天。
- 顧覬之認為凡事有天命，不是人個人能力可以改易的，故此認為人應該約已守天道，信任天意安排；反而不明白這道理的人只圖僥倖，最終亦只能敗壞正道，未能改變天命。他更指令侄兒顧愿為他這觀念作了《定命論》。
- 顧覬之未嘗對宋孝武帝寵臣戴法興降節奉承，這連和覬之交好的蔡興宗也認為他太過硬了，不過覬之卻引三國時辛毗稱劉放及孫資弄權只能令他當不上三公之語自況。
- 孝武帝年間曾經有一件案，案情是沛郡人唐賜去了鄰邨朱起母親家中飲酒後，回家後就開始病，吐了數十隻蠱蟲出來，到臨死時命令妻子張氏為他剖腹查明死因。張氏依命照做，看到唐賜內臟都已經糜爛了。然而，郡縣政府卻追究張氏殘忍剖開亡夫屍體，身為兒子的唐副也不阻止母親，不過事發後朝廷大赦，而此案卻未能作出裁決。三公郎劉勰則認為張氏忍痛遵從亡夫遺言，兒子亦明理遵行，考慮到他們的本意並不是存心行殘忍的事，主張憐憫寬恕他們。不過顧覬之卻認為剖屍這事並無道理，而判案不應通融小情，而要遵從大理，故認為應判不孝，張氏不道。最終皇帝詔准跟從覬之看法。

## 家庭

### 祖父
顧崇，大司農

### 父
顧黃老，司徒左西掾

### 子
- 顧約
- 顧緝
- 顧綽
- 顧縝
- 顧緄

### 孫
- 顧憲之，南朝梁太中大夫。

## 延伸阅读
[在维基数据编辑]
 《宋書/卷81》，出自沈约《宋书》